# Vlag van Nuland

Vlag van de gemeente Nuland
(1976-1993)

Dorpsvlag van Nuland
(sinds 2017)

De vlag van Nuland werd op 22 juni 1976 bij raadsbesluit vastgesteld als de gemeentelijke vlag van de Noord-Brabantse gemeente Nuland. De vlag is in het raadsbesluit als volgt beschreven:
Blauw-geel in twee gelijke banen, evenwijdig aan de broekzijde, met over alles heen van het een in het ander een verkort recht kruis (hoogte 7/9 vlaghoogte; dikte van de armen 1/3 vlaghoogte), waarop een gestileerde vrijheidshoed boven een smalle balk (totale hoogte 1/4 vlaghoogte, totale lengte 2/5 vlaglengte).
De kleuren zijn afkomstig uit het gemeentewapen, evenals de vrijheidshoed.
Op 1 januari 1993 is de gemeente Nuland opgegaan in Maasdonk, waarmee de vlag als gemeentevlag kwam te vervallen. Tegenwoordig valt Nuland onder 's-Hertogenbosch.

## Dorpsvlag
Nuland heeft een dorpsvlag gekregen, gebaseerd op het dorpswapen dat in 2017 door de gemeente is vastgesteld. Deze vlag kan als volgt worden beschreven:
Twee banen van rood en wit, kepergewijs gescheiden vanaf de onder- en bovenzijde op 1/3 van de vlaglengte tot een punt op 2/3 van de vlaglengte; in de broeking een lictorenbundel in wit.
De kleuren en de lictorenbundel zijn ontleend aan het dorpswapen.

## Verwante afbeeldingen

Wapen van Nuland
Dorpswapen van Nuland

Aalburg 
· Aarle-Rixtel 
· Alphen en Riel 
· Bakel en Milheeze 
· Beek en Donk 
· Beers 
· Berghem 
· Berkel-Enschot 
· Berlicum 
· Bladel en Netersel 
· Borkel en Schaft 
· Boxmeer 
· Budel 
· Chaam 
· Cuijk 
· Cuijk en Sint Agatha 
· Den Dungen 
· Diessen 
· Dinteloord en Prinsenland 
· Drunen 
· Dussen 
· Engelen 
· Erp 
· Esch 
· Escharen 
· Fijnaart en Heijningen 
· Geffen 
· Geldrop 
· Gemert 
· Giessen 
· Ginneken en Bavel 
· Grave 
· 's Gravenmoer 
· Haaren 
· Halsteren 
· Haps 
· Heesch 
· Heeswijk-Dinther 
· Heeze 
· Helvoirt 
· Hoeven 
· Hooge en Lage Mierde 
· Hooge en Lage Zwaluwe 
· Hoogeloon, Hapert en Casteren 
· Huijbergen 
· Klundert 
· Landerd 
· Leende 
· Liempde 
· Lieshout 
· Lith 
· Luyksgestel 
· Maarheeze 
· Maasdonk 
· Made en Drimmelen 
· Megen, Haren en Macharen 
· Mierlo 
· Mill en Sint Hubert 
· Moergestel 
· Nieuw-Ginneken 
· Nieuw-Vossemeer 
· Nistelrode 
· Nuland 
· Oeffelt 
· Oost-, West- en Middelbeers 
· Oploo, Sint Anthonis en Ledeacker 
· Ossendrecht 
· Oud en Nieuw Gastel 
· Oudenbosch 
· Prinsenbeek 
· Putte 
· Raamsdonk 
· Ravenstein 
· Reusel 
· Riethoven 
· Rijsbergen 
· Rijswijk 
· Roosendaal en Nispen 
· Rosmalen 
· Schaijk 
· Schijndel 
· Sint Anthonis 
· Sint-Oedenrode 
· Sprang-Capelle 
· Standdaarbuiten 
· Terheijden 
· Teteringen 
· Uden 
· Udenhout 
· Veghel
· Vessem, Wintelre en Knegsel 
· Vierlingsbeek 
· Vlijmen 
· Wanroij 
· Waspik 
· Werkendam 
· Westerhoven 
· Willemstad 
· Woudrichem 
· Wouw 
· Zeeland 
· Zevenbergen
Acht
· Alphen
· Bavel
· Berghem
· Berlicum
· Biest-Houtakker
· Borkel en Schaft
· Chaam
· Cromvoirt
· Cuijk
· Den Dungen
· Dinteloord
· Effen
· Esch
· Galder
· Geeren-Noord
· Gemonde
· Haagse Beemden
· Haaren
· Halsteren
· Helvoirt
· Herpen
· Heusden
· Langenboom
· Leur
· Megen, Haren en Macharen
· Moergestel
· Nieuw-Vossemeer
· Nuland
· Olland
· Orthen
· Princenhage
· Ravenstein
· Rosmalen
· Sint-Michielsgestel
· Sprang
· Steenbergen
· Strijbeek
· Teteringen
· Ulvenhout
· Udenhout
· Velp
· Vierlingsbeek
· Waspik
· Wintelre